# Hezbollah
Hezbollah (حزب الله, ili Hizbolah, odnosno Hizb Allah, na hrvatskom Božja stranka) je šijitska islamistička politička stranka i militantna skupina sa sjedištem u Beirutu, Libanon. Hezbollah ima dva krila, paravojno (Džihadsko vijeće) i političko (Lojalnost bloku otpora). Velik broj država smatra ga terorističkom organizacijom. 
Od izraelskog ubojstva utjecajnog šiitskog klerika Abbasa al-Musawa 1992. godine, glavni tajnik Hezbollaha do svoje smrti 2024. godine bio je Hassan Nasrallah. Nasrallaha je zamijenio njegov rođak i predsjednik izvršnog vijeća organizacije, Hashim Safi Al Din.

## Povijest

### 1980. – 1990.
Godine 1982. Izrael je izvršio invaziju na Libanon s ciljem pružanja potpore samoproglašenoj Slobodnoj Državi Libanon (1979. – 1984.) te je zauzeo područje južnog Libanona koje je bilo pod kontrolom pro-Izraelske, većinski kršćanske, Južne libanonske vojske (SLA). 
Hezbollah se javlja u južnom Libanonu tijekom konsolidacije šijitskih militanata koji su bili protivnici vojne organizacije Amal. Također, Hezbollah je odigrao jednu od ključnih uloga u libanonskom građanskom ratu, suprotstavljajući se SAD-u i Amalu. U to je vrijeme Hezbollahu glavni prioritet bio oslobađanje teritorija južnog Libanona kojeg su zaposjeli izraelci. Grupa je koristila bombaške napade koji su uključivali samoubilačke napade i auto-bombe. Također su se koristili otmicama i atentatima na važne ljude Izraelskih snaga.
Hezbollah je osnovan početkom 1980-ih kao dio iranskog nastojanja da objedini niz militantnih libanonskih šijitskih skupina pod jednu organizaciju. Idejno je djelo muslimanskih klerika koje financira Iran, prvenstveno kako bi se suprotstavio izraelskoj okupaciji Libanona. Njegovi čelnici bili su sljedbenici Ruholah Homeinia, a vojne snage treniralo je i organiziralo 1500 pripadnika Iranske revolucionarne garde koji su u Libanon doputovali iz Irana s dozvolom sirijske vlade koja je i sama u to vrijeme sudjelovala u okupaciji. U Hezbollahovom manifestu iz 1985. je navedeno kako je cilj organizacije "trajno izbaciti Amerikanace, Francuze i njihove saveznike iz Libanona, okončavajući bilo kakav kolonijalni entitet na našoj zemlji", podvrgavanje falangista (pristaše, najčešće maroniti, kršćansko-demokratske stranke Kataeb) "pravednoj vlasti" i njihovo "dovođenje pred lice pravde za zločine koje su počinili nad muslimanima i kršćanima" te omogućavanje "svim sinovima našega naroda da izaberu oblik vlasti koji žele" uz poziv da odaberu "islamski oblik".

### 1990. – danas
Početkom desetljeća Hezbollah je preoblikovao svoje djelovanje na papiru u čisto političko. Tijekom 1992. godine, tada već oformljena politička stranka, sudjeluje na izborima (osvajaju 12 zastupničkih mjesta). Značajni događaj dogodio se potkraj 1992. godine kada Hezbollah započinje formalne pregovore s libanonskom kršćanskom strankom.
Godine 1997. Hezbollah osniva multi-konfesionalnu vojsku koja ima zadaću boriti se protiv Izraela.
Hezbollah je koristio gerilski način ratovanja te tako 24. svibnja 2000. prisilio Izrael da se povuče iz Libanona, a SLA da se preda. Uz potporu Irana, Hezbollahovi borci su sudjelovali u borbi protiv srpskih okupacijskih snaga tijekom Rata u Bosni i Hercegovini. Hezbollahova vojna snaga narasla je do te mjere da se njezino paravojno krilo smatra moćnijim od same libanonske vojske. Hezbollah je opisan kao "država unutar države" te je narastao u organizaciju koja ima članove u Libanonskoj vladi, radiju i satelitskoj TV postaji, socijalnoj službi kao i veliki broj vojnika izvan granica Libanona. Hezbollah je dio konzervativne Koalicije 8. ožujka i uživa snažnu potporu među libanonskim šijitskim stanovništvom, dok mu se suniti suprotstavljaju. Hezbollah također uživa potporu unutar nekih kršćanskih područja Libanona koji se smatraju njegovim utvrdama. Hezbollah dobiva vojnu i financijsku potporu od Irana i političku potporu od Sirije. Hezbollah i Izrael su se borili u Izraelsko-libanonskom ratu 2006.
Nakon libanonskih prosvjeda i sukoba koji su trajali između 2006. i 2008., formirana je vlada nacionalnog jedinstva u kojoj su Hezbollah i njegovi saveznici iz opozicije dobili jedanaest od trideset ministarstava što im je dalo pravo veta. U kolovozu 2008., Vlada nacionalnog jedinstva je jednoglasno usvojila nacrt političke izjave u kojoj je prepoznato Hezbollahovo postojanje kao oružane organizacije kojoj se jamči pravo na "oslobađanje ili vraćanje okupirane zemalje". Od 2012., Hezbollah pomaže vladi Bašara al-Asada u sirijskom građanskom ratu u borbi protiv sirijske opozicije koju opisuje kao cionističku urotu i cionističko-vahabijsku zavjeru kojoj je cilj uništiti savez Hezbollaha i al-Asada u borbi protiv Izraela. 
Hezbollah je rasporedio svoje paravojne snage u Siriji i Iraku s ciljem borbe protiv Islamske države. Slika Hezbollaha diljem Arapskog svijeta kao legitimnog pokreta otpora teško je narušena zbog sektaške prirode Sirijskog građanskog rata u koji je upleten.
Tijekom 2014. godine, pojedini članovi Hezbollaha uhićeni su na Tajlandu pod sumnjom da surađuju s određenim terorističkim skupinama iz Azije.
Godine 2023. nastao je novi sukob Hezbollaha i Izraela. Raketni napadi Hezbollaha na Izrael, koji su bili odgovor na raketiranje Gaze, izazvali su retalijaciju Izraela. U rujnu 2024. godine sukob je eskalirao eksplozijama pejdžera koje se uglavnom pripisuju Izraelu. Izrael je potom teško bombardirao Libanon, uključujući sjedište Hezbollaha u Beirutu, pri čemu je poginuo dugogodišnji vođa organizacije Hassan Nasrallah, kao i drugi visokorangirani pripadnici.

## Međunarodni odnosi
Neke zemlje i međunarodne organizacije proglasile su Hezbollah terorističkom organizacijom, što često obuhvaća kompletan Hezbollah (i vojno i političko krilo), dok su neke zemlje proglasile terorističkom organizacijom samo vojno, a ne i političko krilo. Zemlje koje su proglasile cijelu organizaciju kao terorističku uključuju: Sjedinjene Američke Države, Ujedinjeno Kraljevstvo, Njemačku, Austriju, Argentinu, Australiju, Kanadu, Srbiju, Sloveniju itd. Europska unija označava terorističkim samo vojno krilo Hezbollaha.
Njemačka je tek 2020. godine proglasila cijeli Hezbollah terorističkom organizacijom, zabranivši sve aktivnosti grupe na svom teritoriju. Prije toga, samo je vojno krilo bilo označeno kao teroristička organizacija.
Srbija je u rujnu 2020. odlučila proglasiti cijeli Hezbollah terorističkim, bez razlike između političkog i vojnog krila. Ova odluka bila je dio sporazuma posredovanog od strane SAD-a u cilju normalizacije odnosa između Srbije i Kosova.
Vijeće za suradnju arapskih zemalja Zaljeva (engl. Gulf Cooperation Council, GCC), koje uključuje Saudijsku Arabiju, Katar, UAE, Bahrein, Kuvajt i Oman, kao i Arapska liga, također su proglasili Hezbollah terorističkom organizacijom. Međutim, neke članice Arapske lige, poput Libanona, Iraka i Alžira, nisu podržale ovu odluku.

## Ideologija
Tijekom 80-ih godina 20. stoljeća ideologija Hezbollaha opisivana je kao radikalna zbog toga što je njen primarni cilj bila borba protiv SAD-a i Izraela. Drugi razlog zašto se smatrala radikalna je zbog toga što su pripadnici Hezbollaha imali cilj ujediniti sve muslimane.
Danas, ideologija Hezbollaha je bazirana na šijitizmu. Šijitizam je drugi po veličini ogranak islama, te se razlikuje od sunizma.

## Financiranje
Dio novca prikuplja se donacijama preko libanonskih poslovnih grupa, privatnih osoba i libanonske dijaspore. Sama organizacija tvrdi kako su njihov primarni izvor novca i financiranja u drugim oblicima upravo njihove investicije te muslimanske donacije. Usprkos tome, zapadne zemlje tvrde kako Hezbollah financiraju uglavnom Iran i Sirija. Vjeruje se kako je iranska vlada između 1983. i 1989. na račune organizacije uplatila više od 400 milijuna dolara. SAD pak tvrdi i procjenjuje kako na godišnjoj razini Iran uplati između 60 i 100 milijuna dolara na razne račune koje posjeduje Hezbollah i tako financira njihove aktivnosti. Hezbollah je također bio upleten u niz afera oko ilegalne trgovine i prometa cigareta, droge i ostalih ilegalnih sredstava.

## Poveznice
- Libanon
- Izraelsko-libanonski sukob 2006.
- Sukob Izraela i Hezbollaha (2023. - danas)